# IMG Worlds of Adventure
IMG Worlds of Adventure est un parc d'attractions en intérieur situé à Dubaï, aux Émirats arabes unis. Le parc est divisé en quatre zones thématiques ; Cartoon Network, Marvel, IMG Boulevard et Lost Valley. IMG Worlds of Adventure est le parc de loisirs en intérieur et à température contrôlée le plus grand du monde, couvrant une superficie de plus de 14 hectares, jusqu'à l'ouverture en 2018 de Warner Bros. World Abu Dhabi avec plus de 15 hectares,,. Avec une capacité d'accueil de plus de 20 000 visiteurs par jour,, la destination comprend des attractions dont plusieurs montagnes russes ainsi que des restaurants, boutiques et un complexe de cinéma.

## Histoire
Le parc a été construit par le groupe Ilyas et Mustafa Galadari (IMG) et est le plus grand parc d'attractions intérieur au monde jusqu'à l'ouverture en 2018 de Warner Bros. World Abu Dhabi. Le parc faisait partie du projet de développement City of Arabia, une partie de Dubailand, qui a été bloqué en raison de la crise financière mondiale de 2007-2008,. En avril 2014, le parc a obtenu un prêt de la Abu Dhabi Islamic Bank,. Le parc lui-même est évalué à plus de 3,6 milliards de dirhams. Le complexe était initialement prévu pour 2014, mais il a été retardé pour ouvrir finalement le 31 août 2016. 

## Attractions
- Adventure Fortress - aire de jeux
- Adventure Time: The Ride of OOO with Finn & Jake - monorail
- The Amazing Ride of Gumball - parcours scénique interactif (ETF Ride Systems)
- Avengers: Battle of Ultron - parcours scénique
- Avengers Flight of the Quinjets - manège d'avions
- Ben 10: 5D Hero Time - cinéma 4-D
- Dino Carousel - carrousel
- Forbidden Territory - parcours scénique en jeep
- The Haunted Hotel - maison hantée
- Hulk : Epsilon Base 3D - cinéma dynamique
- LazyTown - aire de jeux
- The Powerpuff Girls: Mojo Jojo's Robot Rampage! - Air Race de Zamperla
- Predator - montagnes russes Euro-Fighter de Gerstlauer
- Spider-Man : Doc Ock's Revenge - montagnes russes tournoyantes de Mack Rides
- Thor Thunder Spin - Top Spin
- The Velociraptor - montagnes russes lancées de Mack Rides